# Northborough Manor House
Northborough Manor House, også kendt som Northborough Hall eller Northborough Castle Farmhouse, er en befæstet herregård fra middelalderen og en listed building af første grad i landsbyen Northborough i Cambridgeshire, England.

## Historie
Northborough Castle blev opført mellem 1333 og 1336 af Roger Northburgh, Biskop af Lichfield. Fra den oprindelige bygning er kun portbygningen og hallen bevaret. Ifølge historikeren Anthony Emery var det "en af de fineste" befæstede herregårde Cambridgeshire. Portbygningen er domineret af en stor portbue, som gav god beskyttelse til herregården, selvom den hverken havde vindebro eller faldgitter. Hallen er i typisk 1300-talsstil med karnapper placeret regelmæssigt for at give lys i rummet, der var dekoreret med vægmalerier.
I 1500- og 1600-tallet blev der foretaget udvidelse og ombygninger af herregården. I dag er bygningen en listed building af første grad.